# Coelomera boliviensis
Coelomera boliviensis es un coleóptero de la familia Chrysomelidae.
Fue descrita científicamente en 1883 por Kirsch.